# Guido Marcello Mugnaini
Guido Marcello Mugnaini (ur. 12 listopada 1940) – były włoski kolarz szosowy. Guido rozpoczął swoją profesjonalną karierę kolarską w 1964 roku. Już w pierwszym roku w zawodowym peletonie odniósł zwycięstwo etapowe w Giro d'Italia oraz zajął siódme miejsce w klasyfikacji generalne wyścigu. Największym sukcesem w karierze Guido było zwycięstwo etapowe w Tour de France z roku 1966. W tym samym wyścigu zajął 5. miejsce w klasyfikacji generalnej.
W 1967 roku Guido ponownie wystartował w wyścigu Tour de France, ale podczas jednego z etapów odniósł poważny wypadek, w efekcie  czego miał liczne złamania kończyn. Spowodowało to, że w wieku 27 lat zdecydował przedwcześnie zakończyć swoją kolarską karierę.

## Sukcesy
- Zwycięstwo etapowe na Giro d'Italia 1964
- 7. miejsce w klasyfikacji generalnej Giro d'Italia 1964
- 4. miejsce w klasyfikacji generalnej Giro d'Italia 1965
- Zwycięstwo etapowe Tour de France 1966
- 5. miejsce w klasyfikacji generalnej Tour de France 1966
- Zwycięstwo etapowe na Giro d'Italia 1967